# HD 221287
HD 221287 ist der Name eines von der Sonne etwa 55 Parsec (ca. 180 Lichtjahre) entfernten Sternes, der von einem Exoplaneten umkreist wird. Der im Sternbild Tukan befindliche Stern ist ein Hauptreihenstern vom Spektraltyp F7 und hat die scheinbare Helligkeit 7,82. Mit einer Oberflächentemperatur von ca. 6300 K ist der Stern der Sonne relativ ähnlich.

## Der Planet
Hauptartikel: HD 221287 b
Aufgrund der großen Zahl neu gefundener, extrasolarer Planeten werden neu entdeckten Begleitern keine Eigennamen mehr vergeben. Daher heißt der Planet, welcher HD 221287 umkreist, einfach „b“, also HD 221287 b. HD 221287 b hat mindestens 3,09 (± 0,79) Jupitermassen und braucht für die Umkreisung um seinen Stern 456 Tage. Da eine direkte Beobachtung des Planeten aufgrund der großen Entfernung und des hohen Helligkeitsunterschiedes zu seinem Stern mit heutigen technischen Mitteln unmöglich ist, sind die meisten Größen Mindest- bzw. Maximalgrößen. Die Entfernung des Planeten von seinem Stern beträgt im Mittel 1,25 AE.